# 바스크 국민당
바스크 국민당(영어: Basque Nationalist Party, 바스크어: Euzko Alderdi Jeltzalea, 스페인어: Partido Nacionalista Vasco, 프랑스어: Parti Nationaliste Basque)은 바스크 지역주의 및 민족주의 정당이다. 독립을 외치지는 않으나, 지역의 이권과 자치권 강화를 주장한다.
1895년 바스크 민족주의자이던 사비노 아라나에 의해 창당되었으며 스페인의 현존하는 정당 중 스페인 사회노동당 다음으로 2번째로 오래되었다. 바스크 민족주의 정당 중 가장 세력이 크며, 지방 자치제가 도입된 1979년 이래로 2009~2012년의 짧은 시기를 제외하고는 계속해서 바스크 주정부를 운영하는 여당으로 있다. 또한 나바라주와 프랑스령 바스크 지역에서도 활발하게 활동하고 있다. 현재 당수는 안도니 오르투자르(Andoni Ortuzar)이다.
현재 정치적으로는 중도파에 속하며 사회민주주의, 자유주의, 기독교 민주주의 성향을 띠고 있다. 2020년 페드로 산체스의 사회노동당 정부를 지지하였다.